# XAdES
XAdES (XML Advanced Electronic Signatures) ist eine Zusammenstellung von Erweiterungen für die W3C-Empfehlung XML-DSig, durch den die Verwendung erweiterter elektronischer Signaturen möglich gemacht wird.

## Beschreibung
Während XML-DSig ein allgemeines Framework für die digitale Signatur von XML-Dokumenten ist, spezifiziert XAdES genaue Profile für XML-DSig zur Benutzung mit berechtigter elektronischer Signatur in der Bedeutung der EU-Direktive 1999/93/EC. Ein wichtiger Faktor von XAdES ist, dass elektronisch signierte Dokumente für lange Zeit gültig bleiben, auch wenn die zugrundeliegenden kryptografischen Algorithmen geknackt wurden.

## Profile
XAdES definiert sechs Profile (Forms), die sich im angebotenen Schutzfaktor unterscheiden. Jedes Profil enthält und erweitert das vorherige:
- XAdES, Grundform, die nur die in der Direktive genannten rechtlichen Bestimmungen für die erweiterte Signatur erfüllt;
- XAdES-T (Zeitstempel), Zeitstempel wurde hinzugefügt, um Schutz vor Verweigerung zu bieten
- XAdES-C (komplett), Referenzen zu Verifikationsdaten (Zertifikate und Rückruflisten) wurden den signierten Dokumenten hinzugefügt, um Offline-Verifikation und zukünftige Verifikation zu bieten (die aktuellen Daten werden allerdings nicht gespeichert);
- XAdES-X (erweitert), den Referenzen, die mit XAdES-C eingeführt wurden, werden Zeitstempel hinzugefügt, um einen Schutz vor möglichen Abänderungen der Zertifikate in der Zukunft zu schützen;
- XAdES-X-L (erweitert Langzeit), aktuelle Zertifikate und Rückruflisten wurden den signierten Dokumenten hinzugefügt, um eine zukünftige Verifikation zu erlauben, auch, wenn die Originalquelle der Verifikationsdaten nicht verfügbar ist;
- XAdES-A (archivarisch), Möglichkeit für regelmäßige Zeitstempel (z. B. einmal im Jahr) des archivierten Dokuments, um Abänderungen, die durch die schwächer gewordene Signatur während der Langzeitspeicherung verursacht wurden, vorzubeugen.